# La setta degli assassini
La setta degli assassini è il primo libro della trilogia de Le guerre del Mondo Emerso, la seconda trilogia fantasy scritta da Licia Troisi, seguito delle Cronache del Mondo Emerso. È stato pubblicato nell'aprile 2006 dalla casa editrice Arnoldo Mondadori Editore.

## Trama

### Il passato
Dubhe vive a Selva, un piccolo villaggio della Terra del Sole. All'età di otto anni, in seguito ad un litigio, uccide accidentalmente Gornar, il capo della banda di ragazzini di cui fa parte. I capi del villaggio si riuniscono in assemblea e condannano la bambina all'esilio dal villaggio: le guardie del villaggio la scortarono il più lontano possibile da Selva, lasciandola sola in mezzo al bosco. Dopo lunghi giorni di cammino, Dubhe incontra un uomo, Sarnek, il quale svolge la professione di sicario e che si rivelerà un ex membro della famigerata setta "La Gilda", devota al culto del dio nero Thenaar e di Aster, il tiranno che molti anni prima tentò di estendere il proprio dominio sull'intero Mondo Emerso.
Dubhe diverrà l'allieva di Sarnek, unico suo affetto, il quale le insegnerà, fin dall'infanzia, il mestiere dell'assassina, cosa che comprende anche l'apprendimento di altre varie tecniche tra cui la preparazione di veleni. Per la Setta degli Assassini Dubhe è una "Bambina della Morte", poiché già in tenera età ha commesso un omicidio, e quindi dei membri della Gilda incominceranno a cercarla per istruirla ed averla tra le loro file in futuro. Il Maestro tuttavia difenderà la sua giovane allieva dai sicari della Gilda fino alla morte, dopo la quale Dubhe si dedicherà al mestiere di ladra nella città di Makrat.

### Il presente
Dubhe ha 17 anni e la Gilda non si dà per vinta. Yeshol, il capo della setta, riesce con l'inganno ad attirarla dentro quello spaventoso mondo. Infatti, una sera mandò un membro a scagliare una maledizione sulla ragazza: le venne impresso un sigillo che, nei momenti di furia, libererà la Bestia interiore e Dubhe sarà involontariamente portata ad uccidere e a compiere altre immani crudeltà. Durante il primo incontro con Dubhe, Yeshol le comunica che loro sono gli unici a possedere l'antidoto per curarla. La ragazza, non potendo sopportare questa situazione, decide di unirsi a malincuore alla Gilda. Viene affidata a Rekla, la Guardia dei Veleni, che è l'unica che conosce gli ingredienti dell'antidoto. Tuttavia, spesso si rifiuta di darglielo in quanto vede che Dubhe non condivide affatto il culto di Thenaar.
Nel frattempo nella Terra dell'Acqua, il Consiglio delle Acque, formato da cavalieri e maghi, manda Lonerin, un giovane mago, come spia all'interno della Gilda, in quanto temono che stia cospirando con Dohor, un uomo potente e sovrano della Terra del Sole, che è riuscito ad estendere il suo dominio su quasi tutto il Mondo Emerso. Il ragazzo dopo tre lunghissimi giorni di preghiera, senza né mangiare né bere, riesce ad entrare come Postulante (i Postulanti sono persone che, ormai prive di speranza, decidono di rivolgersi a Thenaar per alleviare la loro sofferenza. Quando verrà il momento, dovranno sacrificarsi in cambio della risoluzione a tutti i loro problemi. Prima di allora sono incaricati di prendersi cura della Casa, la sede della setta). Dubhe, sdegnata dai continui omicidi e crudeltà commesse dagli Assassini della setta, desidera fuggire. Mentre studia una possibile via di fuga incontra Lonerin, il quale accende in lei la speranza di potersi liberare del sigillo grazie a Folwar, suo maestro e potente mago membro del Consiglio delle Acque. In cambio però, il ragazzo le chiede di indagare per capire i piani della Gilda. Dubhe riesce a trovare la biblioteca segreta e la verità è oltre ogni previsione: la Gilda è intenzionata a riportare in vita Aster. Una volta comunicata la sua scoperta a Lonerin, i due riescono a fuggire ma vengono inseguiti da alcuni Assassini.
Dubhe e Lonerin arrivano sani e salvi dinanzi al Consiglio delle Acque, il quale, nonostante l'iniziale diffidenza nei confronti di Dubhe a causa della sua reputazione, crederà alle parole della ragazza. I membri del Consiglio delle Acque arrivano presto alla conclusione che serva il corpo di un Mezzelfo per contenere lo spirito di Aster. L'unico Mezzelfo rimasto in vita è Tarik, il figlio di Sennar e Nihal, quest'ultima morta. Sennar, considerato da molti il mago più potente del Mondo Emerso, dimora invece nelle Terre Ignote. Ido, il coraggioso gnomo alleato del Consiglio, andrà in missione per trovare il figlio dei due eroi ed impedire che venga preso dalla Gilda. Lonerin e Dubhe, invece, andranno alla ricerca di Sennar, sperando che questo possa essere d'aiuto anche a Dubhe in quanto Folwar non è abbastanza potente da spezzare il suo sigillo. Lonerin invece è intenzionato a scoprire se esiste una formula per rimandare lo spirito di Aster nell'aldilà, una volta per tutte.

## Personaggi
- Dubhe: giovane ladra che, dopo essere stata esiliata dal suo paese natale a seguito dell'uccisione di un compagno di giochi, venne addestrata alla pratica dell'assassinio da Sarnek (da lei chiamato con l'appellativo di Maestro). Quando questi viene ucciso, Dubhe sceglie di sopravvivere dedicandosi ai furti su commissione.
- Ido: gnomo Grande Generale, già protagonista nella guerra contro il tiranno Aster per la sua abilità e per l'essere stato il maestro di Nihal, fu il principale artefice della resistenza nei confronti di Dohor.
- Jenna: ladro della Terra del Sole, amico di Dubhe. Ne è innamorato e procurava i lavori a Dubhe quando questa agiva nella Terra del Sole.
- Lonerin: giovane mago della Terra dell'Acqua. Su incarico del Consiglio delle Acque si infiltrò nella Gilda degli Assassini come Postulante per studiarne le strategie.
- Rekla: guardia dei veleni della Gilda, e carceriera di Dubhe
- Sarnek: dopo esser fuggito dalla Gilda degli Assassini svolse la professione di sicario per proprio conto. Divenne il maestro di Dubhe alla quale fece svolgere l'addestramento tipico degli Assassini.
- Sherva: guardia della Gilda addetta all'addestramento degli Assassini.
- Yeshol: Suprema guardia della Gilda ed ex braccio destro del tiranno Aster.

## Edizioni
- Licia Troisi, La setta degli assassini, Arnoldo Mondadori Editore, 2006,  p. 516, ISBN 88-04-55272-7.